# 1999-es magyar birkózóbajnokság
Az 1999-es magyar birkózóbajnokság a kilencvenkettedik magyar bajnokság volt. Ettől az évtől női szabadfogásban is rendeztek bajnokságot, a női súlycsoportok: 46 kg, 51 kg, 56 kg, 62 kg, 68 kg és 75 kg. A férfi kötöttfogású és a női szabadfogású bajnokságot június 27-én rendezték meg Marcaliban, a férfi szabadfogású bajnokságot pedig május 15-én Miskolcon.

## Eredmények

### Férfi kötöttfogás
| Versenyszám | Arany                         | Arany | Ezüst                               | Ezüst | Bronz                        | Bronz |
| ----------- | ----------------------------- | ----- | ----------------------------------- | ----- | ---------------------------- | ----- |
| 54 kg       | Oláh Tibor BVSC-Ganz          |       | Szarka Imre Szolnoki MÁV            |       | Hamzók József Kalocsa SE     |       |
| 58 kg       | Majoros István Szegedi BE     |       | Bóna László Vasas SC                |       | Törteli Zoltán Kecskeméti TE |       |
| 63 kg       | Rónai Péter Kecskeméti TE     |       | Lengyel Roland Ferencvárosi TC      |       | Nagy Balázs Vasas SC         |       |
| 69 kg       | Hirbik Csaba Újpesti TE       |       | Koleszár Gábor Kaposvári NSE        |       | Györe István Bp. Spartacus   |       |
| 76 kg       | Bárdosi Sándor BVSC-Ganz      |       | Berzicza Tamás Zalahús SE-Csepel SC |       | Szabó Péter Ferencvárosi TC  |       |
| 85 kg       | Kismóni János Vasas SC        |       | Kapuvári Gábor Vasas SC             |       | Simita Zsolt BVSC-Ganz       |       |
| 97 kg       | Tóth János Szegedi BE         |       | Gelénesi Nándor Ferencvárosi TC     |       | Hajdu Balázs BVSC-Ganz       |       |
| 130 kg      | Deák Bárdos Mihály Szegedi BE |       | Kovács Tibor Marcali VSZSE          |       | Branda Gyula BVSC-Ganz       |       |

### Férfi szabadfogás
| Versenyszám | Arany                       | Arany | Ezüst                      | Ezüst | Bronz                                            | Bronz |
| ----------- | --------------------------- | ----- | -------------------------- | ----- | ------------------------------------------------ | ----- |
| 54 kg       | Bíró László Ferencvárosi TC |       | Dobozi Zoltán Csepel SC    |       | Szatmári Zsolt BVSC-GanzSzarka Imre Szolnoki MÁV |       |
| 58 kg       | Márkus Zsolt Diósgyőri BC   |       | Juhász László Kalocsa SE   |       | Algács Zoltán Csepel SC                          |       |
| 63 kg       | Bánkuti Zsolt Csepel SC     |       | Szabó Gergő Vasas SC       |       | Dencsik István Vasas SC                          |       |
| 69 kg       | Elekes Endre Kalocsa SE     |       | Gyurasits Csaba Vasas SC   |       | Balla Imre Ferencvárosi TC                       |       |
| 76 kg       | Fórizs János Csepel SC      |       | Lakatos Győző Diósgyőri BC |       | Szabó György Ferencvárosi TC                     |       |
| 85 kg       | Ritter Árpád Csepel SC      |       | Kiss Tamás Szegedi BE      |       | Kapuvári Gábor Vasas SC                          |       |
| 97 kg       | Farkas Zoltán BVSC-Ganz     |       | Haskó Árpád Kecskeméti TE  |       | Kalmár István Diósgyőri BC                       |       |
| 130 kg      | Gombos Zsolt Csepel SC      |       | Glázer József Csepel SC    |       | Balogh Tibor BVSC-Ganz                           |       |

### Női szabadfogás
| Versenyszám | Arany                                                     | Arany | Ezüst                      | Ezüst | Bronz                         | Bronz |
| ----------- | --------------------------------------------------------- | ----- | -------------------------- | ----- | ----------------------------- | ----- |
| 46 kg       | Knapp Zsuzsanna Koroncó                                   |       | –                          |       | –                             |       |
| 51 kg       | Hajdu Anikó Marcali Mustang-Mosonmagyaróvári Delta SE     |       | –                          |       | –                             |       |
| 56 kg       | Sastin Marianna Marcali Mustang-Mosonmagyaróvári Delta SE |       | Rácz Henrietta Koroncó     |       | Szabó Edina Szigetvári BSE    |       |
| 62 kg       | Varga Ildikó Kaposvári NSE                                |       | Kelemen Judit Koroncó      |       | Szabovik Adrienn Orosházi MTK |       |
| 68 kg       | Tóth Vera Miskolci VSC                                    |       | Tamás Boglárka Koroncó     |       | Györe Ágota Szigetvári BSE    |       |
| 75 kg       | Bálint Tímea Koroncó                                      |       | Gombár Noémi Kaposvári NSE |       | –                             |       |